# 1. FC Düren
1. Fußball-Club Düren e.V., comúnmente conocido como 1. FC Düren, es un Club de fútbol de la asociación alemana con sede en la ciudad de Düren, Renania del Norte-Westfalia.

## Historia

### FC Düren-Niederau
FC Düren-Niederau fue fundado en el año 1908 como FC 08 Niederau-Krauthausen y luego adoptó el nombre de FC Düren-Niederau. El mayor éxito del equipo fue ascender a la Verbandsliga Mittelrhein en 1981, en la que luego alcanzaría el cuarto puesto en la temporada 1984/85, la mejor actuación de la historia del club. En 1991 el club descendió de la liga. En 2008 volvieron a ascender a la liga, pero descendieron en breve al final de la próxima temporada. En 2012, luego fueron relegados aún más de la Verbandsliga a la Bezirksliga, pero rápidamente volvieron a ingresar a la Verbandsliga la temporada siguiente. Sus equipos juveniles también mostraron un gran éxito, con los C-Juniors ganando la Mittelrheinpokal en 2005 y 2012, y los D-Juniors en 2000 y 2004. Johanna Elsig se convirtió en la campeona del Campeonato Femenino Sub-17 de la UEFA.

### SG GFC Duren 99
El club socio del 1. FC Düren, SG GFC Düren 99, es producto de múltiples fusiones entre otros clubes y un equipo asociado con dos jugadores de la selección nacional de fútbol de Alemania: Karl-Heinz Schnellinger y Georg Stollenwerk . Sus raíces se remontan a 1899, cuando se fundó el equipo como Germania Düren. El 8 de agosto de 1935, este equipo se fusionaría con el "Düren SC 03" para formar el SG Düren 99. SG Düren 99 pasaría a jugar en la liga de primera división Gauliga Mittelrhein durante la década de 1930, y luego en la segunda división 2. Oberliga West tras el final de la Segunda Guerra Mundial. Durante las décadas de 1980 y 1990, el club a menudo no tuvo éxito y se encontró en una espiral descendente y terminaría en la Kreisliga B. El 29 de junio de 2001, el equipo se fusionaría con Schwarz-Weiß Düren para formar SG Schwarz -Weiß Düren 99. Seis años más tarde, sin embargo, Schwarz-Weiß Düren fue refundado como un equipo independiente. El 1 de abril de 2011, SG Düren 99 se fusionó con GFC Düren 09, que había jugado en la cuarta división Oberliga Nordrhein de 2002 a 2007, para formar el equipo actual: SG GFC Düren 99.

### Fundación del 1. FC Düren
1. El FC Düren se fundó el 30 de noviembre de 2017 y se hizo cargo de la sección de fútbol del FC Düren-Niederau, que terminó la temporada 2017-18 en la sexta división Landesliga Mittelrhein con su antiguo nombre. El 25 de abril de 2018, la Asociación de Fútbol del Rin Medio aprobó la fusión de los departamentos de fútbol juvenil y senior del SG GFC Düren 99, que también juega en la Landesliga Mittelrhein, con el 1. FC Düren, que entró en vigor el 15 de junio de 2018. El FC Düren-Niederau terminó la temporada 2017-18 en tercer lugar, mientras que el SG GFC Düren 99 ganó la Landesliga Mittelrhein y obtuvo el ascenso, lo que resultó en que el 1. FC Düren jugara su temporada inaugural 2018-19 en la quinta división Mittelrheinliga .
Durante la temporada 2018-19, el 1. FC Düren alcanzó las semifinales de la Copa del Medio Rin antes de perder ante Alemannia Aachen, y terminó octavo en la Mittelrheinliga. En la siguiente temporada bajo el nuevo entrenador Giuseppe Brunetto, Düren terminó en segundo lugar en la liga detrás del FC Wegberg-Beeck después de que la temporada se vio interrumpida debido a la Pandemia de COVID-19. Además, el club ganó la Copa del Medio Rin contra Alemannia Aachen, asegurando su clasificación para la DFB-Pokal 2020-21, en la que se enfrentó a ganadores récord de la liga y la copa alemanas Bayern Munich.

## Estadio
El club juega sus partidos en casa en el Westkampfbahn en Düren, que tiene una capacidad de 6.000. El estadio se inauguró el 9 de agosto de 1914 y se renovó por última vez en 2014. Antes de la fundación del 1. FC Düren, los clubes Germania Düren, SG Düren 99 y SG GFC Düren 99 también jugaban en el estadio.

## Temporadas recientes
El desempeño reciente temporada por temporada del club:
| Temporada | Liga                | Posición | G  | E  | P | GF | GC | Pts |
| --------- | ------------------- | -------- | -- | -- | - | -- | -- | --- |
| 2018–19   | Mittelrheinliga (V) | 8.º      | 8  | 11 | 9 | 48 | 42 | 35  |
| 2019–20   | Mittelrheinliga (V) | 2.º      | 12 | 3  | 2 | 41 | 16 | 39  |